# Cabu
Cabu, de nombre real Jean Cabut (Châlons-en-Champagne, Francia, 13 de enero de 1938 - París, 7 de enero de 2015), fue un dibujante de cómics y caricaturas francés. Fue asesinado junto a otras víctimas en un atentado contra la sede del semanario satírico Charlie Hebdo.

## Biografía

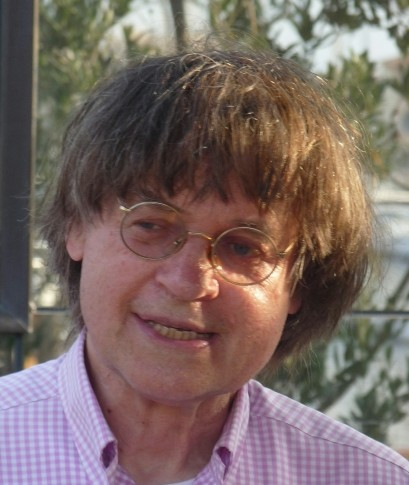
Cabu en 2012.

Comenzó estudiando arte en la Escuela Estienne de París y sus primeros dibujos fueron publicados en un diario local en 1954. La guerra de Independencia de Argelia lo obligó a entrar en las fuerzas armadas del Ejército francés, donde sirvió durante dos años. En el mundo castrense usó su talento dibujando en la revista militar Bled y en Paris-Match. Cabu aseguraba que su período de vida militar influyó fuertemente en sus posturas antimilitaristas, así como en la visión anarquista de la sociedad que le caracterizaba.
En 1960, tras dejar el ejército, se convirtió en uno de los fundadores de la revista Hara-Kiri. En los años 70 y 80 se convirtió en un autor muy popular, colaborando por primera vez con programas de televisión de niños como Récré A2, además de continuar con la caricatura política en Charlie Hebdo y Le Canard enchaîné.
Dentro de sus personajes más populares que ha creado están Le Grand Duduche, adjudant Kronenbourg y especialmente Mon Beauf. Esta caricatura mostraba a un francés muy ordinario, racista, sexista y vulgar, tanto que la palabra 'beauf' (abreviación de "beau-frère") se usó como un sinónimo de "ordinario".
En febrero de 2006 una caricatura de Cabu apareció en la cubierta de la revista Charlie Hebdo en respuesta al asunto de las caricaturas de Mahoma en un periódico danés, lo que causó mucha controversia y una demanda al semanario. Este mostraba al profeta del islam, Mahoma, con el título: «Mahoma abrumado por los fundamentalistas» y aparecía llorando: C'est dur d'être aimé par des cons! («¡Es duro ser amado por idiotas!»).
Desde septiembre de 2006 a enero de 2007 se organizó en el Hôtel de Ville de París una exhibición llamada Cabu and Paris, en la que se ponía de manifiesto la relación entre el humorista gráfico y la capital de Francia.
Cabu murió asesinado a los 76 años el 7 de enero de 2015, siendo una de la víctimas del atentado contra la revista Charlie Hebdo en París.

## Familia
Cabu era padre del cantante y compositor francés Mano Solo, también fallecido, en el año 2010.